# San Giovanni in Marignano
San Giovanni in Marignano är en ort och kommun i provinsen Rimini i regionen Emilia-Romagna i Italien. Kommunen hade 9 452 invånare (2018).